# توری پاندولفینی
توری پاندولفینی (انگلیسی: Turi Pandolfini; ۱ نوامبر ۱۸۸۳ – ۶ مارس ۱۹۶۲) یک هنرپیشه اهل ایتالیا بود.
از فیلم‌ها یا برنامه‌های تلویزیونی که وی در آن نقش داشته‌است می‌توان به ۱۸۶۰، رم، شهر بی‌دفاع، ماه نو، دبیرستان، یک روز در دادگاه، لازارلا، رها، در پاسگاه پلیس رخ داد و پاهای طلایی اشاره کرد.